# DJ Falcon
 (février 2021).
Si vous disposez d'ouvrages ou d'articles de référence ou si vous connaissez des sites web de qualité traitant du thème abordé ici, merci de compléter l'article en donnant les références utiles à sa vérifiabilité et en les liant à la section « Notes et références ».
DJ Falcon, de son vrai nom Stéphane Quême, est  un musicien français de  musique électronique.  Il est le cousin de Alain Quême (Alan Braxe) et le frère de Delphine Quême (Quartet), tous deux musiciens également.

## Carrière
C'est en 1999 que commence sa carrière lorsqu'il signe sur le label Roulé Hello My Name Is Dj Falcon où se trouve notamment le titre Honeymoon. La même année, il remixe le Good Times de Chic ainsi que le titre La Mouche de Cassius, remix qui rencontrera un franc succès cette année-là dans les clubs et sera joué par quelques grands noms de la house tels qu'Armand van Helden, Roger Sanchez, DJ Sneak ou encore Erick Morillo.
En août 2000, il sort en duo avec Thomas Bangalter sous le pseudonyme Together un morceau éponyme. Il réitère l'expérience deux ans plus tard avec le titre So Much Love To Give.
En mai 2013, il participe au morceau Contact sur l'album Random Access Memories des Daft Punk.

## Discographie

### Collaboration
- Contact avec les Daft Punk dans l'album Random Access Memories.

## La polémiqueCall on Me
En 2004, le DJ suédois de musique house Eric Prydz sort le titre qui le fera connaitre du grand public : Call on Me. 
Ce titre a soulevé depuis lors une polémique puisque des rumeurs attribuent la paternité de ce titre à DJ Falcon en duo avec Thomas Bangalter. Ces rumeurs sont vérifiées par Dj Falcon lui-même : "Le troisième morceau « Call on Me » ne nous donnait pas satisfaction par rapport aux deux premiers, on a donc décidé de ne pas le sortir mais je le jouais quand même en live. Le label de Prydz a essayé de justifier, par avocat interposé et photo à l’appui, le fait que nous avions piqué le morceau. On en rit encore !".